# سد المهراز
سد المهراز هو أحد السدود المائية على واد المهراز شمال المملكة المغربية. يتواجد سد المهراز على الحدود الشرقية لمدينة فاس بعمالة فاس و يضم حقينة مائية ب 150.000 متر مكعب.